# Porto de Antofagasta
O Porto de Antofagasta é um importante terminal portuário localizado na cidade homônima de Antofagasta, no norte do Chile. Esse porto realiza o transbordo de cargas do Chile, da Bolívia e da Argentina.

## Características
Esse porto poderá ser um dos principais canais de exportação brasileira quando for concluído o corredor bioceânico.
A Universidade Católica do Chile fornece tecnologias e mão-de-obra para o porto de Antofagasta.
Como o Chile é um grande exportador mundial de minerais, o Porto se insere nessa cadeia logística intercional, realizando a exportação desses produtos.